# マツダ・Mプラットフォーム
マツダ・Mプラットフォームとは、マツダのミドルサイズ乗用車に用いられる、自動車のプラットフォームの名称である。このプラットフォームを用いる車両のVINコードは、先頭がMから始まる。マツダ・Gプラットフォームの派生で、4ドアハードトップ専用のプラットフォームである。　
以下の車は、VINコードの先頭においてMを用いているが、車両のOEM供給元のスズキのプラットフォームであり、ここで取り上げるマツダ・Mプラットフォームのシリーズには属さない。
- マツダ・AZ-ワゴン MD

## MA
MAは、GDの派生でペルソナおよびその姉妹車で用いられたプラットフォームである。
- 1988-1992 マツダ・ペルソナ
- 1989-1992 マツダ・ユーノス300

## MB
MBは、GEの派生でMAの後継プラットフォームである。
- 1992-1997 アンフィニ・MS-8